# Vertente do Lério
Vertente do Lério est une municipalité brésilienne située dans l'État du Pernambouc.